# 35 (numero)
Trentacinque (cf. latino triginta quinque, greco πέντε καὶ τριάκοντα) è il numero naturale dopo il 34 e prima del 36.

## Proprietà matematiche
- È un numero dispari.
- È un numero composto da 4 divisori: 1, 5, 7, 35. Poiché la somma dei divisori (escluso il numero stesso) è 13 < 35, è un numero difettivo.
- È un numero semiprimo.
- È un numero pentagonale, un numero tetraedrico, un numero cubico centrato e un numero pentatopico.
- Esistono 35 esamini, cioè polimini costituiti di sei quadrati elementari.
- È un numero n con più soluzioni all'equazione x - φ(x) = n che qualsiasi numero più basso, tranne 1.  È quindi un numero altamente cototiente.
- Non è la somma di due numeri primi.
- È un numero del Triangolo di Pascal.
- Può essere scritto come somma di numeri primi dispari in 35 modi diversi e come somma di numeri primi in 35 x 5 modi diversi.
- È la somma di due cubi, 35 = 23 + 33.
- È la somma dei primi 3 quadrati dispari: 35 = 12 + 32 + 52.
- Dopo l'1 e il 6, è il terzo numero il cui quadrato (1225) è un numero triangolare.
- È un numero a cifra ripetuta nel sistema di numerazione posizionale a base 6 (55).
- È un numero intero privo di quadrati.
- È parte delle terne pitagoriche (12, 35, 37), (21, 28, 35), (35, 84, 91), (35, 120, 125), (35, 612, 613).

## Astronomia
- 35P/Herschel-Rigollet è una cometa periodica del sistema solare.
- 35 Leukothea è un asteroide della fascia principale del sistema solare.
- NGC 35 è una galassia spirale della costellazione della Balena.

## Astronautica
- Cosmos 35 è un satellite artificiale russo.

## Chimica
- È il numero atomico del Bromo (Br).

## Simbologia

### Smorfia
- Nella smorfia il numero 35 è l'uccellino.

## Sport
È il numero di gara di Cal Crutchlow.
È il numero di gara di Kevin Durant.